# Prince (album)
Prince is het tweede album van de Amerikaanse popartiest Prince en werd uitgebracht in 1979.

## Algemeen
Commercieel gezien was dit Prince zijn eerste succesvolle album in de Verenigde Staten. In de Billboard 200 haalde het de 22e plaats. Het album was vooral populair onder het Afrikaans-Amerikaanse deel van de bevolking.
Het album is muzikaal gezien te vergelijken met zijn voorganger, echter de teksten zijn explicieter en vooral de snellere nummers klinken rauwer en gedrevener.

## Nummers
| Nr. | Titel                             | Duur |
| --- | --------------------------------- | ---- |
| 1.  | I Wanna Be Your Lover             | 5:49 |
| 2.  | Why You Wanna Treat Me So Bad?    | 3:49 |
| 3.  | Sexy Dancer                       | 4:18 |
| 4.  | When We're Dancing Close And Slow | 5:23 |
| 5.  | With You                          | 4:00 |
| 6.  | Bambi                             | 4:22 |
| 7.  | Still Waiting                     | 4:15 |
| 8.  | I Feel For You                    | 3:24 |
| 9.  | It's Gonna Be Lonely              | 5:27 |

## Singles
Er zijn vijf singles getrokken van het album, I Wanna Be Your Lover (24 augustus 1979), Why You Wanna Treat Me So Bad? (23 januari 1980), Sexy Dancer (alleen in het V.K.), Still Waiting (25 maart, alleen in de V.S.) en Bambi (alleen in België).
Het openingsnummer I Wanna Be Your Lover was zijn eerste hit in de V.S., het haalde de elfde positie in de Billboard Hot 100 en werd nummer één in de Amerikaanse R&B-hitlijst.

## Ontstaan
Omdat het budget dat Prince van Warner Bros. had meegekregen, vrijwel geheel aan het vorige album For You was besteed, moest Prince deze plaat zo goedkoop mogelijk houden.
Het album werd opgenomen vanaf eind april t/m 13 juni 1979 in de Alpha Studio en de Hollywood Sound Recorders, beiden in Los Angeles, in de Amerikaanse staat Californië. Het album werd geremixt in de Hollywood Sound Recorders.

## Instrumentatie, zang en composities
Op de informatie bij het album vermeld dat alle muziek geproduceerd, gearrangeerd, gecomponeerd en uitgevoerd is door Prince zelf. In het cd-boekje staan echter de namen van Bobby Z. en André Cymone onder het kopje Heaven-sent helpers. André Cymone speelt dan ook basgitaar en zingt de achtergrondvocalen in op Why You Wanna Treat Me So Bad?. Later claimt Cymone ook dat het instrumentale deel van I Wanna Be Your Lover ontstaan is uit een jamsessie met Prince zijn liveband.

## Vertolkingen
In 1985 heeft Chaka Khan een grote hit met het nummer I Feel for You.